# Demeanivka, Bilokurakîne
Demeanivka (în ucraineană Дем'янівка) este localitatea de reședință a comunei Demeanivka din raionul Bilokurakîne, regiunea Luhansk, Ucraina.

## Demografie
Componența lingvistică a localității Demeanivka
     Ucraineană (86,43%)
     Rusă (13,32%)
Conform recensământului din 2001, majoritatea populației localității Demeanivka era vorbitoare de ucraineană (86,43%), existând în minoritate și vorbitori de rusă (13,32%).